# Leszek Wodzyński
Leszek Wodzyński (16 febbraio 1946 – Varsavia, 18 settembre 1999) è stato un ostacolista polacco.

## Palmarès

### Europei
- 1 medaglia:
  - 1 bronzo (Roma 1974 nei 110 m ostacoli)

### Europei indoor
- 1 medaglia:
  - 1 oro (Katowice 1975 nei 60 m ostacoli)